# Jabalia
Jabalia ou Jabalya (em árabe: جباليا) é uma cidade palestina localizada a quatro quilômetros ao norte da cidade de Gaza. A cidade é a sede da província de Gaza do Norte, na Faixa de Gaza. De acordo com o Escritório Central de Estatísticas da Palestina, o município tinha uma população de 82.877 habitantes em 2006.
O campo de refugiados de Jabalia está situado a 3 km ao norte da cidade.

## História
Jabalia era conhecida por seu solo fértil e por suas árvores cítricas. O governante mameluco Alam ad-Din Sangar al-Gawli que governava a área por volta do ano 1300 DC, doou-a para a mesquita de Omeri, a principal da cidade. As únicas estruras que permanecem da antiga mesquita são o pórtico e o minarete. O restante da mesquita é moderna. Recentemente foram encontados em escavações um cemitério datado do período dos Império Bizantino e Império Romano e um chão de mosaico de uma antiga igreja datada do período do Império Bizantino. O chão é decorado com desenhos de animais selvagens, pássaros, plantas, árvores e algumas inscrições.
No fim de 2006, Jabalia foi cenário de um protesto em massa contra ataques israelenses quando um grande número de pessoas formou um escudo humano para proteger uma casa que estava para ser demolida pelas forças israelenses.

## Cidades-irmãs
Cidades-irmãs de Jabalia:
- Groningen nos Países Baixos[2]